# Swap Meet
«Swap Meet» es una canción de la banda de rock Nirvana. Es la novena canción del álbum de 1989 Bleach. La canción fue escrita por Kurt Cobain (que aparece en los créditos como Kurdt Kobain).
La canción hace referencia a los mercadillos. Kurt llamó a la gente que vende en estos lugares como "empresarios blancos que no pueden hacer algo más útil que vender basura porque viven en esta".